# Oirata (bướm đêm)
Oirata là một chi bướm đêm thuộc họ Pterophoridae.

## Các loài
- Oirata nivella (Ustjuzhanin, 2001)
- Oirata smirnovi Ustjuzhanin & Kovtunovitch, 2002
- Oirata taklamakanus (Arenberger, 1995)
- Oirata volgensis (Möschler, 1862)